# Суперкубок Іраку з футболу 1997
Суперкубок Іраку з футболу 1997  — 2-й розіграш турніру. Матч відбувся 16 травня 1997 року між чемпіоном і володарем кубка Іраку клубом Аль-Кува Аль-Джавія та віце-чемпіоном Іраку клубом Аль-Завраа.
| Володар Суперкубка Іраку 1997    |
| -------------------------------- |
|                                  |
| Аль-Кува Аль-Джавія Перший титул |

## Матч

### Деталі
| 16 травня 1997 |

| Аль-Кува Аль-Джавія | 3:1 | Аль-Завраа |
| ------------------- | --- | ---------- |
| Дахам Фархан        |     | Махді      |

| Аль-Шааб, Багдад Арбітр: Махмуд Нуралдін |